# Липовка (Пичаевский район)
Ли́повка — село в Пичаевском районе Тамбовской области России. 
Административный центр Липовского сельсовета.

## География
Расположено на реке Вышенка, в 7 км к востоку от райцентра, села Пичаево, и в 80 км к северо-востоку от Тамбова.

## Население
| 2002 | 2010 |
| ---- | ---- |
| 853  | ↘708 |

Согласно результатам переписи 2002 года, в национальной структуре населения русские составляли 100 % от жителей.